# صلاح مصباح
صلاح مصباح، موسيقي وملحن ومطرب تونسي ووالد المغني صبري مصباح، ولد في مدينة باردو بتونس العاصمة، قدم العديد من العروض الموسيقية التي ناهزت 800 عرض، من أشهر أعماله ياما لسمر دوني، أم السواعد سمر.

## أعماله
- الزيارة، فيلم

## روابط خارجية
- صلاح مصباح على موقع IMDb (الإنجليزية)
- صلاح مصباح على موقع قاعدة بيانات الأفلام العربية